# Renzo Ricci
Renzo Ricci (Firenze, 27 settembre 1899 – Milano, 20 ottobre 1978) è stato un attore e regista teatrale italiano.

## Biografia
Il teatro moderno, volto così fortemente all'introspezione dei personaggi, trova in Renzo Ricci uno dei più attenti precorritori. Formatosi all'Accademia dei Fidenti, inizia a lavorare da professionista nel 1915 nella celebre Gramatica-Carini-Piperno. Si sposa con l'attrice Margherita Bagni, figlia di Ambrogio Bagni e Ines Cristina (la loro figlia, Nora Ricci, sarà anch'essa un'importante attrice di prosa e prima moglie di Vittorio Gassman), poi con Eva Magni, con cui formerà stabilmente una compagnia di giro nel secondo dopoguerra.

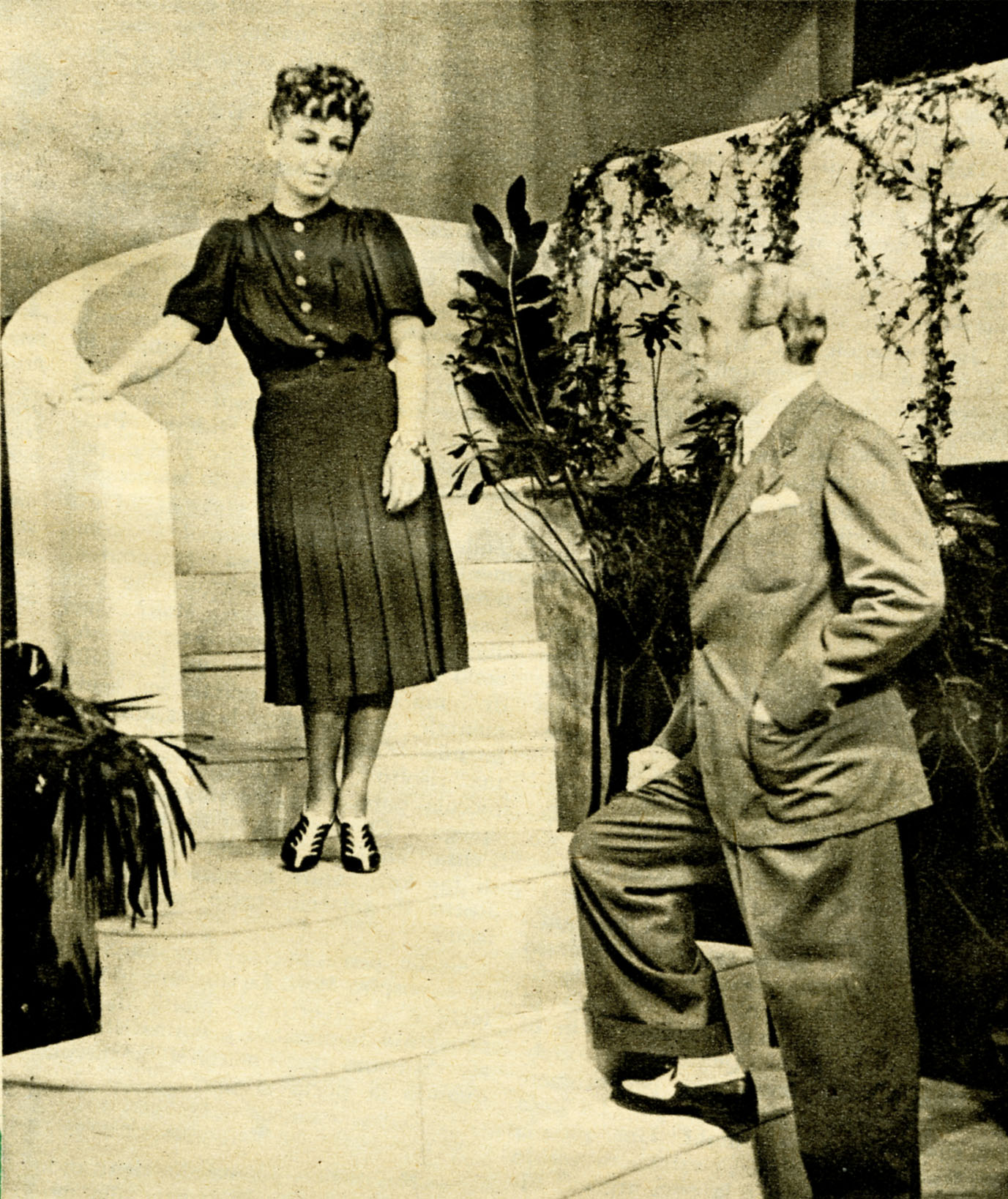
Laura Adani e Renzo Ricci nella commedia teatrale Noi giovani di Giuseppe Adami 1938

Da sempre attento ai problemi moderni della regia, è diretto da Guido Salvini (ne La nave di Gabriele D'Annunzio, che apre la stagione del rinnovamento registico italiano, nel 1938) e da Renato Simoni (nell'Adelchi di Alessandro Manzoni del 1940), nonché da Luchino Visconti (nel celebre Troilo e Cressida al Giardino di Boboli a Firenze, 1949).
Nel 1946 propone al giovane Giorgio Strehler di riallestire Caligola di Albert Camus (da lui presentato in prima mondiale a Ginevra, al Théâtre de la Comédie). Con Strehler Ricci sarà inoltre, al Piccolo Teatro, Riccardo III nel 1950, Firs ne Il giardino dei ciliegi di Anton Čechov (1972) e il plenipotenziario nel Balcone di Jean Genet, nel maggio 1976, che sarà anche la sua ultima interpretazione.
Sempre alla ricerca di esperienze nuove e attuali, si crea un repertorio vasto e impegnato, che comprende i maggiori autori: Shakespeare, Pirandello, Shaw, Ibsen, Henri Bernstein, Coward, Guitry, Anouilh, Albert Camus, Odets, Fabbri, Eliot, O'Neill. Di quest'ultimo propone in prima italiana Lungo viaggio verso la notte, del quale curò anche la regia (con la collaborazione di Virginio Puecher) nel 1957.
Svolse, anche se in modo discontinuo, l'attività di doppiatore, prestando ad esempio la voce al Crocifisso di don Camillo nei film Don Camillo e l'onorevole Peppone, Don Camillo monsignore... ma non troppo e Il compagno don Camillo, dopo la scomparsa di Ruggero Ruggeri che aveva "doppiato" il Crocifisso nei primi due film del filone. 
Interpretò Giuseppe Garibaldi nel film Viva l'Italia (1961).
È sepolto a Firenze, sua città natale, nel cimitero monumentale delle Porte Sante.
Suo fratello fu il matematico Giovanni Ricci.

## Filmografia

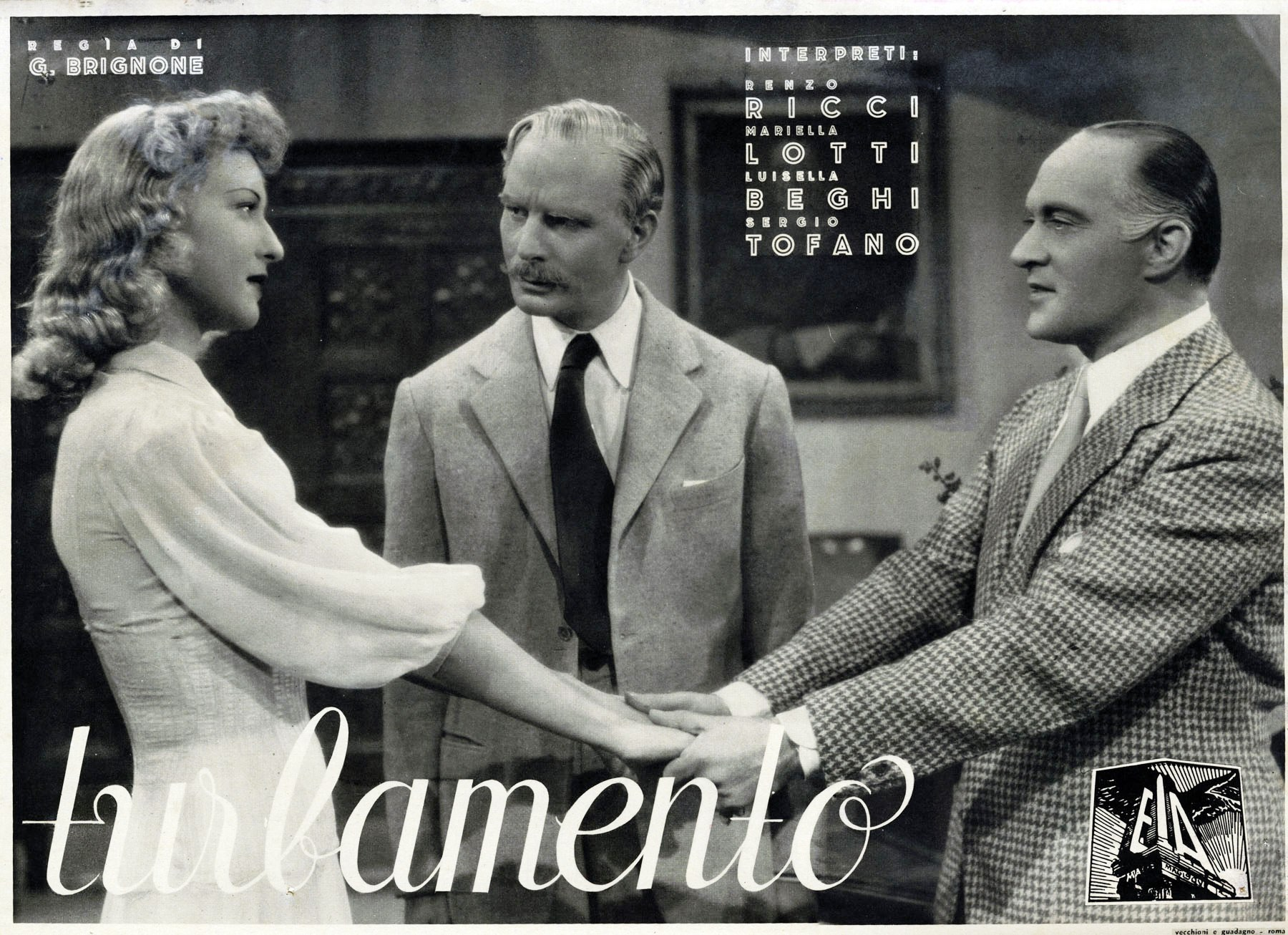
Mariella Lotti, Sergio Tofano e Renzo Ricci in una foto pubblicitaria del film Turbamento di Guido Brignone (1942)

- Corte d'Assise, regia di Guido Brignone (1931)
- La Wally, regia di Guido Brignone (1932)
- Ninì Falpalà, regia di Amleto Palermi (1933)
- Aurora sul mare, regia di Giorgio Simonelli (1935)
- L'orizzonte dipinto, regia di Guido Salvini (1940)
- Turbamento, regia di Guido Brignone (1942)
- Nerone e Messalina, regia di Primo Zeglio (1953)
- Casta Diva, regia di Carmine Gallone (1954)
- L'avventura, regia di Michelangelo Antonioni (1960)
- Viva l'Italia, regia di Roberto Rossellini (1961)
- Io, Semiramide, regia di Primo Zeglio (1962)
- Vaghe stelle dell'Orsa..., regia di Luchino Visconti (1965)
- Un'orchidea rosso sangue, regia di Patrice Chéreau (1975)

## Doppiatori italiani
- Sandro Ruffini in Casta Diva
- Ivo Garrani in L'avventura
- Emilio Cigoli in Viva l'Italia

## Teatro
- Romeo e Giulietta, di William Shakespeare, regia di Renato Simoni, prima al Teatro Romano di Verona il 26 luglio 1948
- Cesare e Cleopatra, di George Bernard Shaw, Teatro La Fenice Venezia, 26 marzo 1952
- Crimine perfetto di Frederick Knott, regia di Renzo Ricci e Lucio Chiavarelli, Teatro Odeon di Milano, 10 novembre 1953
- Misura per misura di William Shakespeare, regia di Luigi Squarzina, Genova, Sala Eleonora Duse, 22 dicembre 1957
- Lulù, di Frank Wedekind, regia di Patrice Chéreau, prima al Piccolo Teatro di Milano il 3 febbraio 1972
- Il giardino dei ciliegi di Anton Čechov, regia di Giorgio Strehler, prima al Piccolo Teatro di Milano il 21 maggio 1974

## Prosa televisiva
- Cesare e Cleopatra, regia di Franco Enriquez, trasmessa il 25 maggio 1956
- Tutto per bene di Luigi Pirandello, regia di Anton Giulio Maiano, trasmessa nel 1966
- I corvi di Henry Becque, regia di Sandro Bolchi, trasmessa il 7 gennaio 1969.

## Prosa radiofonica

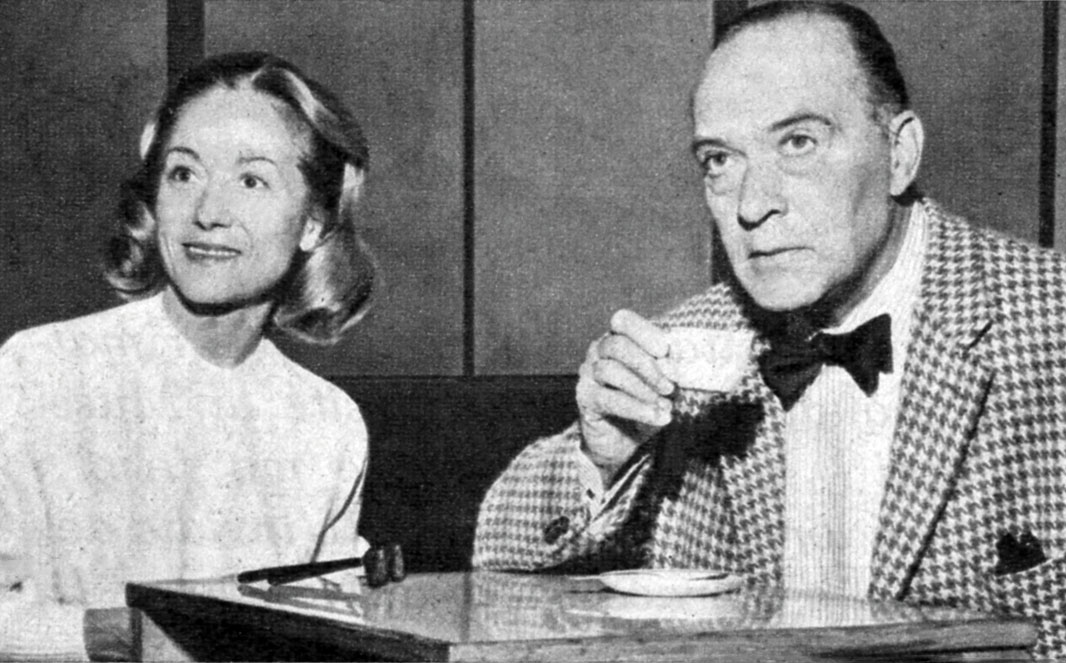
Eva Magni e Renzo Ricci negli studi di Radio Rai (1957)

- Edipo re di Sofocle, regia di Orazio Costa, trasmessa il 2 febbraio 1950
- Letto matrimoniale di Jan De Hartog, regia di Renzo Ricci, trasmessa il 15 ottobre 1953
- Il piccolo santo, commedia di Roberto Bracco, regia di Renzo Ricci, trasmessa il 24 maggio 1954
- Cesare e Cleopatra di George Bernard Shaw, regia di Franco Enriquez, trasmessa il 25 maggio 1956[1]
- I desideri del settimo anno, di George Axelrode, regia di Enzo Convalli, trasmessa il 7 gennaio 1957
- La vita degli altri di Guglielmo Zorzi, regia di Anton Giulio Majano, trasmessa il 28 novembre 1957
- Delirio, di Diego Fabbri, regia di Renzo Ricci e Lucio Chiavarelli, trasmessa il 26 febbraio 1959
- Dio salvi la Scozia, commedia di Nicola Manzari, regia di Sandro Bolchi, trasmessa il 6 febbraio 1962